# Ragnall mac Gofrith
No confundir con Ragnald Godfredsson de Mann
Ragnall mac Gofrith (m. 944) (nórdico antiguo: Rægnald) monarca hiberno-nórdico del reino vikingo de York que gobernó en diarquía con su primo Amlaíb Cuarán en el siglo X. Hijo de Gofraid ua Ímair, bisnieto de Ímar, y hermano del rey vikingo de Dublín Blácaire mac Gofrith, por lo tanto pertenece a la legendaria y poderosa dinastía Uí Ímair.
Ragnall y Amlaíb gobernaron York hasta 944 cuando son expulsados. La cronología de los hechos entre la muerte de Athelstan rey de Inglaterra y la expulsión de Amlaíb y Ragnall no está clara, ya que las diferentes versiones de la Crónica Anglosajona no se ponen de acuerdo. La Crónica Anglosajona relata que:
El rey Edmund conquistó toda Northumbria y puso en fuga a los dos reyes Olaf y Rægnald.
Es posible que la presunta rivalidad entre ambos caudillos vikingos contribuyera a su caída. Ragnall murió en su intento de recuperar York. 